# Alte Kirche (Wuppertal-Langerfeld)

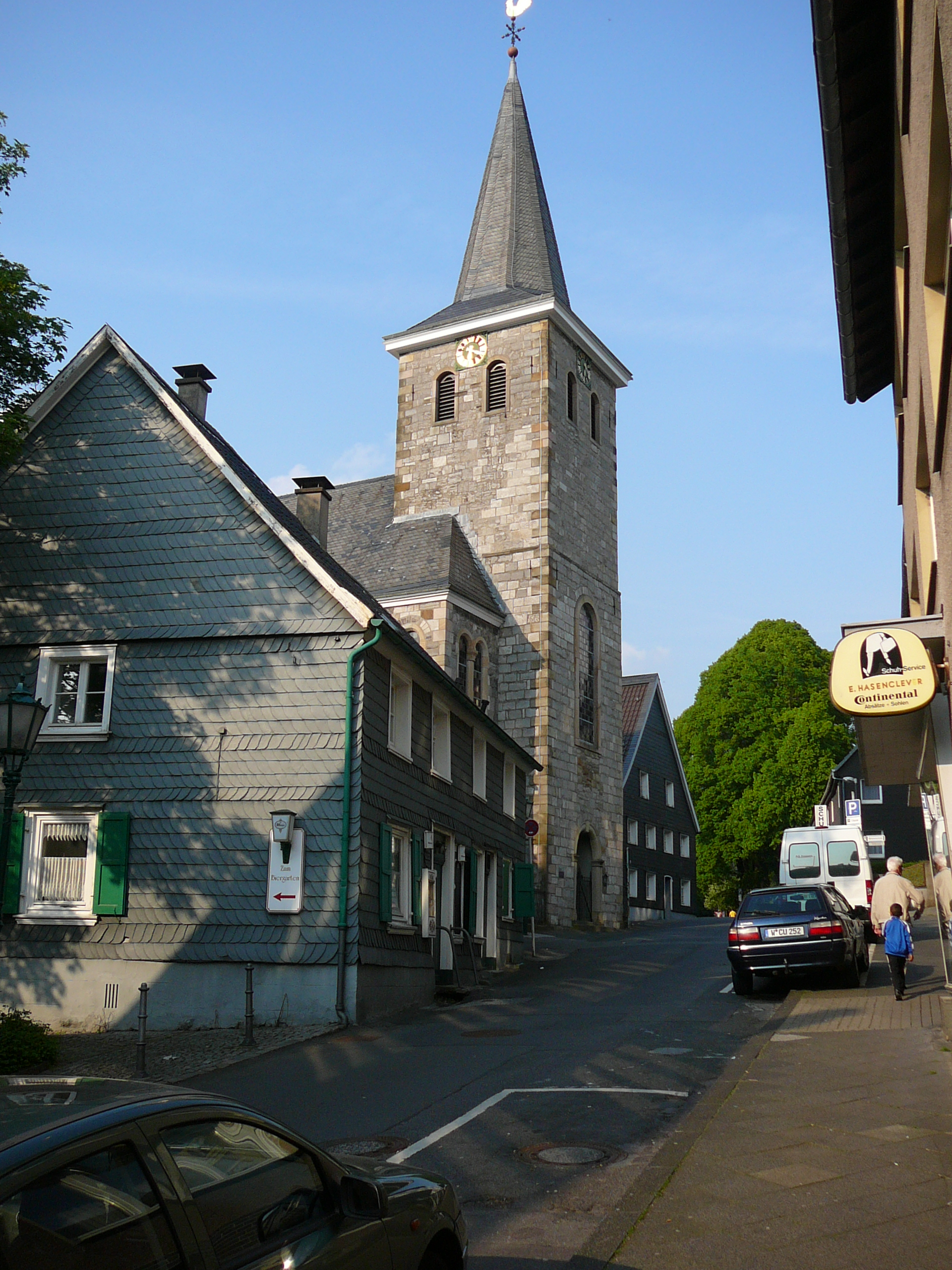
Alte Kirche Langerfeld

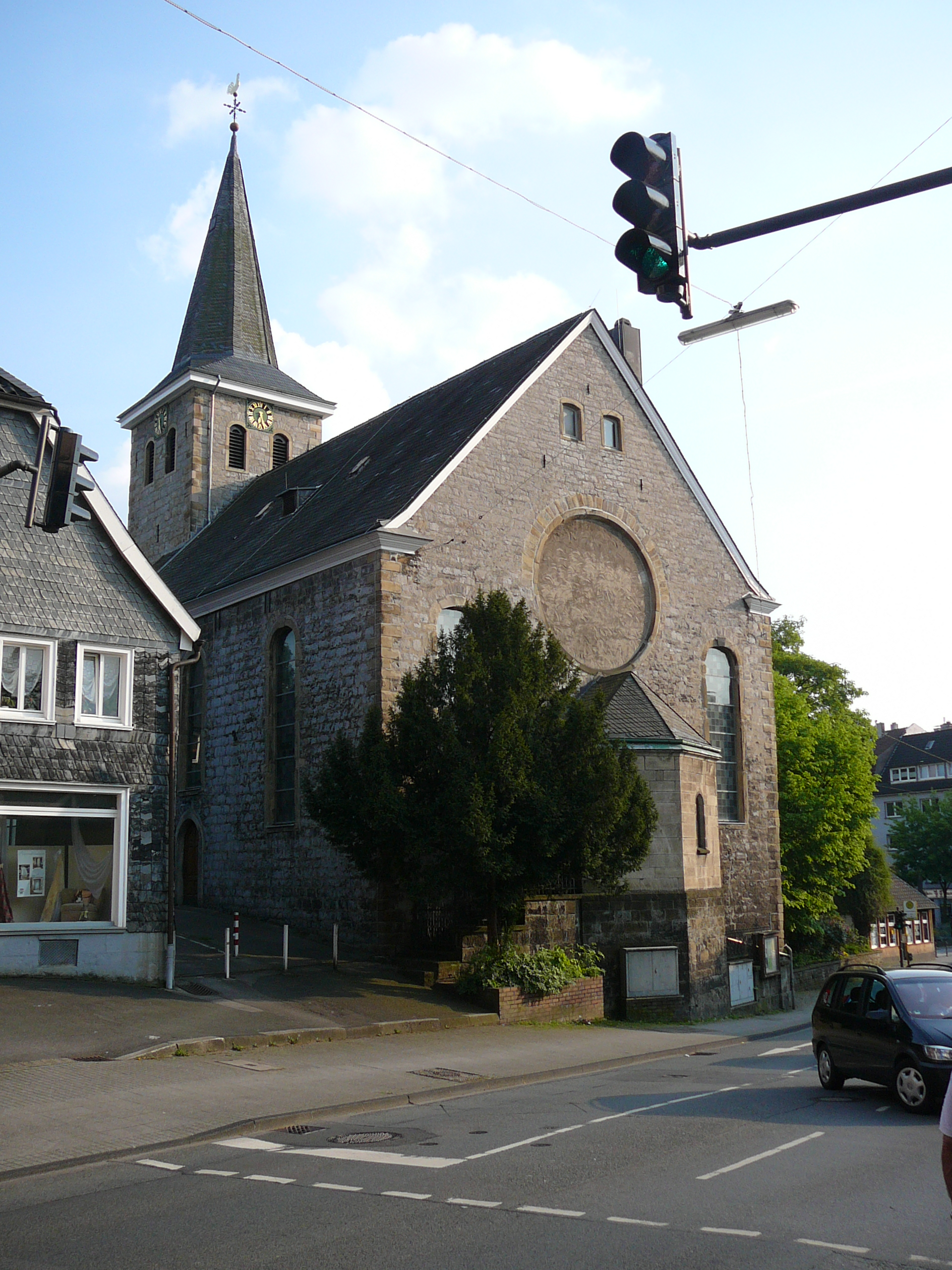
Ansicht von Nordosten

Die Alte Kirche ist eine evangelische Kirche im Ortskern des Wuppertaler Stadtteils Langerfeld. Sie befindet sich in direkter Nachbarschaft zum Langerfelder Markt und ist neben der Beckacker Kirche eine der beiden Gottesdienststätten der Evangelischen Kirchengemeinde Langerfeld im Kirchenkreis Wuppertal der Evangelischen Kirche im Rheinland.
Die Kirche entspricht dem Typus einer aus Naturquadersteinen gefertigten Hallenkirche mit umlaufenden, hölzernen Emporen und barocker Kanzel. Der Baustil zeigt im Innenraum noch deutliche Elemente des Bergischen Barocks, markiert aber bereits mit dem Verzicht auf eine Zwiebelturmhaube das Ende dieser Epoche. Der Chor ist nach Nordwesten ausgerichtet und war vor dem Ausbau der Langerfelder Straße den verwinkelten Straßenzügen im Langerfelder Ortskern angepasst.

## Geschichte
Aufgrund der hohen Anzahl der in Langerfeld ansässigen Industriebetriebe, insbesondere Bandwirkereien, stieg die Anzahl der in Langerfeld lebenden Protestanten im 18. Jahrhundert stark an. Erste Gottesdienste wurden ab 1713 in einem Kirchschulhaus an der Spitzenstraße abgehalten. 1766 wurde den Langerfelder Protestanten schließlich die Gründung einer eigenen Kirchengemeinde gestattet, welche anfangs noch zum Kirchspiel Schwelm gehörte. 1767 wurde der Grundstein einer ersten Kirche gelegt, an welcher zunächst bis 1770 gebaut werden konnte. Aufgrund Geldmangels ruhte der Bau die nächsten Jahre weitgehend, bis schließlich 1786 der erste Gottesdienst in der zunächst provisorisch fertiggestellten Kirche gefeiert werden konnte. Erst 1821 konnte der Kirchturm mit Aufsetzen der Spitzhaube vollendet werden, die Arbeiten am Innenraum dauerten bis 1823 an. 1911 wurde die Kirche schließlich aufgrund der Erbauung der Kreuzkirche in Alte Kirche umbenannt, bis dahin war der Name Langerfelder Kirche geläufig.
Während beider Kriege blieb die Kirche bis auf Verlust der Kirchenfenster weitgehend unversehrt. Einzig das große Rundfenster über der Apsis wurde nach dem Zweiten Weltkrieg nicht wiederhergestellt. Im Frühjahr 2015 begann schließlich eine umfassende Sanierung der Außenmauern, des Turmes und des Innenraumes, welche pünktlich zum 250-jährigen Jubiläum der Gemeinde abgeschlossen werden konnte. Die Gottesdienste fanden in dieser Zeit im Gemeindehaus an der Inselstraße statt.

## Orgel
Im Zuge der umfassenden Sanierungsarbeiten 2015 wurde auch die Orgel vollständig saniert. Sie verfügt über dreiundzwanzig Register auf zwei Manualen mit Pedal. Die Registertrakturen sind elektrisch, die Spieltrakturen mechanisch.
| Pedal            |     |
| Subbaß           | 16′ |
| Offenbass        | 8′  |
| Gedacktbass      | 8′  |
| Flöte            | 8′  |
| Rauschpfeife III |     |
| Posaune          | 16′ |

| I. Schwellwerk |        |
| Gambe          | 8′     |
| Flöte          | 8′     |
| Prinzipal      | 4′     |
| Flöte          | 4′     |
| Oktave         | 2′     |
| Quinte         | 2 ⁄3′  |
| Terz           | 1 3⁄5′ |
| Scharff IV     |        |
| Oboe           | 8′     |
| Tremulant      |        |

| II. Hauptwerk |     |
| Pommer        | 16′ |
| Prinzipal     | 8′  |
| Rohrflöte     | 8′  |
| Oktave        | 4′  |
| Flöte         | 4′  |
| Waldflöte     | 2′  |
| Mixtur IV-VI  |     |
| Trompete      | 8′  |

- Koppeln: II/I, I/P, II/P